# Маршалл, Алан (продюсер)
Алан Маршалл (англ. Alan Marshall; род. 12 августа 1938, Лондон) — британский кинопродюсер. Продюсировал первые шесть фильмов Алана Паркера (от его полнометражного дебюта «Багси Мэлоун» до «Сердца ангела»), после чего переключился на проекты других режиссёров, в том числе продюсировал четыре картины Пола Верховена. 

## Фильмография
- Невидимка / Hollow Man (2000)
- Звёздный десант / Starship Troopers (1997)
- Шоугёлз / Showgirls (1995)
- Скалолаз / Cliffhanger (1993)
- Основной инстинкт / Basic Instinct (1992)
- Лестница Иакова / Jacob's Ladder (1990)
- Простак / Homeboy (1988)
- Сердце Ангела / Angel Heart (1987)
- Птаха / Birdy (1984)
- Стена / Pink Floyd — The Wall (1982)
- Слава / Fame (1980)
- Полуночный экспресс / Midnight Express (1978)
- Багси Мэлоун / Bugsy Malone (1976)